# Lista di strutture dati
Questa è una lista di strutture dati. Per una più completa lista dei termini utilizzati vedere lista dei termini relativi agli algoritmi e alle strutture dati. Per una comparazione dei tempi d'esecuzione di un sottoinsieme di questa lista vedere comparazione delle strutture dati.

## Strutture dati lineari
| Tipo generale                                                | Tipi specifici |
| ------------------------------------------------------------ | --- |
| Lista (o vettore)                                            | - Array - Bitmaps - Immagini - Heightfields - Array dinamico - Parallel array - Sparse array - Matrice - Matrice sparsa - Bitboard |
| Lista (o vettore)                                            | - Lista concatenata - Unrolled linked list - Xor linked list - Lista doppiamente concatenata                                       |
| Lista (o vettore)                                            | - VList |
| Lista (o vettore)                                            | - Linea - Stack - Coda - Coda a priorità - Deque - Buffer circolare                                                                |
| Array associativo (conosciuto anche come dizionario o mappa) | - Hash table |
| Array associativo (conosciuto anche come dizionario o mappa) | - Albero binario di ricerca bilanciato                                                                                             |
| Array associativo (conosciuto anche come dizionario o mappa) | - Skip list |

## Strutture dati non lineari
| Tipo generale            | Tipi specifici |
| ------------------------ | --- |
| Strutture dati a Grafo   | - Lista di adiacenza - Matrice delle adiacenze - Mfset - Graph-structured stack - Scene graph - Frame - Database |
| Strutture dati ad Albero | - M-Way Tree - B-Albero - 2-3-4 tree - 2-3 tree - B+ tree - B*-tree - UB-tree - R-tree - R+ tree - R* tree |
| Strutture dati ad Albero | - Albero binario - Heap binario - Albero binario di ricerca (ogni nodo dell'albero viene comparato con l'intera serie di valori chiave) - Albero binario di ricerca bilanciato - Albero AVL - Albero di Fibonacci - RB-Albero - Albero AA - Albero Scapegoat - Albero splay - Top Trees - Interval tree - Treap |
| Strutture dati ad Albero | - Famiglia Trie (ogni nodo dell'albero viene comparato con un bitslice di valori chiave) - Radix tree - van Emde Boas tree - Suffix tree - Directed Acyclic Word Graph (DAWG) |
| Strutture dati ad Albero | - heap - Heap binario - Heap binomiale - Heap di Fibonacci - 2-3 heap - Soft heap - Pairing heap - Leftist heap - Treap - Beap - Skew heap |
| Strutture dati ad Albero | - Parse tree |
| Strutture dati ad Albero | - Space partitioning - BSP tree - Kd-tree - Kdb-tree - Quadtree - Octree |

## Strutture dati base
| Tipo generale          | Tipi specifici                                                                 |
| ---------------------- | ------------------------------------------------------------------------------ |
| tipi di dato primitivi | - Numero intero - Carattere                                                    |
| struct o Composti      | - Numero intero - Stringa - Double - Float - Union - Tagged union - Buffer gap |

## Comparazione
Un tentativo di classificare le strutture dati si basa sulle loro proprietà:
| Struttura         | Ordered | Unique | Celle per Nodo |
| ----------------- | ------- | ------ | -------------- |
| Bag (multinsieme) | no      | no     | 1              |
| Set               | no      | si     | 1              |
| Lista             | si      | no     | 1              |
| Mappa             | no      | si     | 2              |

"Stabili" significa che viene mantenuto l'ordine dell'input. Altre strutture come la "lista concatenata" e la "pila" non possono essere facilmente definite in questo modo perché vi sono operazioni specifiche associate ad esse.